# Vesta-Linnéa
Vesta-Linnéa är en finlandssvensk TV-serie för barn från 2022 regisserad av Anna Blom efter ett manus av Annina Enckell. Serien bygger på böckerna om Vesta-Linnéa av Tove Appelgren och hade premiär på Yle Arenan 1 mars 2022.

## Handling
Vesta-Linnéa flyttar från Åbo till Helsingfors och skiljs från sin bästa vän. Men hon får också nya vänner där och drömmer om att få en egen hund.

## Rollista
- Livia Ahlström – Vesta-Linnéa
- Sophia Heikkilä – mamma Wilhelmina
- Cecilia Paul – gudmor Bodil
- Anton Reivilä – Karl-Axel
- Mona Nousiainen – Wendla
- Enja Heikkilä – Freja
- Ylva Ekblad – mormor Ingeborg
- Peter Kanerva – Eric
- Pelle Heikkilä
- Marika Parkkomäki
- Fredrik Hallgren – klassföreståndare
- Amos Martimo – grannkillen Axel
- Beatrice Holmström – Mindy

## Produktion
Serien producerades av Långfilm Productions på beställning av Yle. Serien spelades in på 25 dagar sommaren 2021 i bland annat en studio i Hertonäs, en skola i Helsingfors, en lägenhet i Esbo, en stuga i Sibbo medan vissa utomhusscener spelades in i Munksnäs.

## Avsnitt
1. Det stora grälet
2. Flytten
3. Alex
4. Första skoldagen
5. Mindy
6. Begravningen
7. Födelsedagen
8. Bodil
9. Sömnlös
10. Hjärtekrossaren
11. Nya syskon
12. Gosnosen